# 셀 릴레이
컴퓨터 네트워크에서 셀 릴레이(cell relay)는 컴퓨터나 여러 종류의 네트워크 장비 간에 데이터를 전송하기 위해 "셀"(cell)로 불리는 조그마한 고정 길이의 패킷을 통계적으로 다중화하는 방식을 가리킨다. 신뢰할 수 없는 연결 지향 패킷 교환식 데이터 통신 프로토콜이다.

## 전송 속도
셀 릴레이 전송 속도는 보통 56 kbit/s에서 수 기가비트 퍼 세컨드이다. 특정한 형식의 셀 릴레이인 ATM은 128 kbit/s와 1.544 Mbit/s (DS1) 사이를 보여주는 가정의 DSL 연결에 가장 흔히 쓰이며 고속 백본 연결(OC-3 이상의 속도)에도 사용된다.
실 릴레이 프로토콜은 흐름 제어나 오류 검철 정정 기능이 없으며 정보 내용에 독립적이고 OSI 참조 모형 중 한 두 계층에만 일치시킨다.
셀 릴레이는 음성, 동영상 등 딜레이 및 지터(jitter)에 민감한 트래픽에 사용할 수 있다.

## 참고 문헌
- 이 문서는 다음을 포함합니다: 퍼블릭 도메인 자료 - 총무청 문서 "연방 표준 1037C".
- Minoli, Daniel, and Michael Vitella. ATM and Cell Relay Service for Corporate Environments. New York: McGraw-Hill, 1994. Print.
- Minoli, Daniel, and George Dobrowski. Principles of Signaling for Cell Relay and Frame Relay. Boston: Artech House, 1995. Print.
- Minoli, Daniel, and George Dobrowski. Principles of Signaling for Cell Relay and Frame Relay. Boston: Artech House, 1995. Print.
- Any Transport over MPLS - Cisco Systems." Cisco Systems, Inc. Web. 29 Nov. 2011. <http://www.cisco.com/en/US/docs/ios/12_0s/feature/guide/fsatom26.html 보관됨 2012-10-28 - 웨이백 머신>.
- Davidson, Robert P. Broadband Networking ABCs for Managers: ATM, BISDN, Cell/frame Relay to SONET. New York: John Wiley & Sons, 1994. Print.
- Conti, Marco, Enrico Gregori, and Luciano Lenzini. Metropolitan Area Networks. London: Springer, 1997. Print.